# Discos Radiactivos Organizados
Discos Radiactivos Organizados (DRO) es un sello discográfico español fundado en 1982 por Servando Carballar, líder del grupo de tecno pop Aviador DRO.
En un principio fue creado para autoeditar sus discos, pero gracias al éxito inicial del sello empezaron a editar discos a bandas como Parálisis Permanente, Siniestro Total, Glutamato Ye-Yé, Decibelios, Alphaville y a otros grupos de la Movida. De este modo se convierte en la primera compañía independiente de España.
En 1983 absorbió el sello Tres Cipreses y en 1984 adquirió el sello GASA. A mediados de los 80 creó diversos subsellos de corta vida divididos por estilos musicales:
- Neon Danza (música de baile)
- Anubis (Jazz, New Age)
- Dro Rock (Rock)

En 1988 Servando Carballar y Marta Cervera (ambos de Aviador Dro) abandonaron el sello Dro al considerar que se había desvirtuado el espíritu original del sello y cada vez estaba más centrado en los negocios y hacer dinero. Para intentar recuperar el espíritu de los primeros tiempos de Dro fundaron el sello La Fábrica Magnética.
En 1989 Dro adquirió Producciones Twins y creó el Grupo Dro, convirtiéndose en el sello independiente más grande de la historia de la industria musical española. En 1993 el Grupo Dro (formado por Dro, GASA y Twins) fue adquirido por Warner Music International por unos mil millones de pesetas (gran parte de esa cantidad se destinó a hacer frente a las deudas del Grupo Dro). Tras la adquisición se creó Dro East West y aunque los logotipos Dro, GASA y Twins seguían apareciendo habitualmente en los discos, para entonces ya operaban como una multinacional y poco tenían que ver con los sellos originales.
Con los años se integraron en su escudería bandas como Fangoria, Nacha Pop, Gabinete Caligari, Loquillo, Los Nikis, Los Cardiacos, Los Flechazos, Los Locos, Extremoduro, Mojinos Escozíos, Marea, La Fuga, Fito y Fitipaldis, Celtas Cortos, Def Con Dos, Second y muchos otros.
Tras la creación de Dro East West también se incorporaron al catálogo del sello artistas internacionales mainstream como Simply Red, Chris Rea, Paolo Conte, Jean Michel Jarre o Laura Pausini. En los años 2000 el sello pasó a llamarse Dro Atlantic, incorporando el catálogo de sellos estadounidenses como Atlantic Records, Elektra Records, Nonesuch Records o Rhino.